# Луговская волость (Рославльский уезд)
Луговская волость — административно-территориальная единица в составе Рославльского уезда Смоленской губернии.
Административный центр — село Луги.

## История
Волость была образована в ходе реформы 1861 года.
В 1922 году Луговская волость была упразднена, а её территория включена в состав Екимовичской волости.
Ныне вся территория бывшей Луговской волости входит в Рославльский район Смоленской области.